# Remo (deporte)
El remo es la disciplina deportiva que consiste en la propulsión de una embarcación sobre el agua, mediante la fuerza muscular de uno o varios remeros, cada uno de ellos usando uno o dos remos como palancas simples de segundo grado y sentados de espaldas a la dirección del avance, con o sin timonel que les guíe.
En una embarcación de remo todos los elementos portantes (donde se hacen los apoyos para realizar la fuerza) deben estar fijos al cuerpo de la embarcación; solamente el carro donde va sentado el remero puede moverse. Esto da lugar a una clasificación en función de si el carro es móvil (banco móvil) o no lo es (banco fijo). El remo de banco móvil se caracteriza por tener un asiento sobre ruedas que permite utilizar las piernas en la propulsión de la embarcación. En el remo de banco fijo, el remero está sentado sobre un asiento fijo, y la propulsión se realiza con la pierna (60 %) el torso (o espalda, con un 30 %) y con los brazos (un 10 %). En ambas modalidades el remero se sienta mirando a popa, es decir, de espaldas a la dirección del movimiento.
Una regata de remo es una competición que consiste en uno o más eventos divididos (si es necesario) en varias regatas o mangas, en una o varias clases de botes, agrupadas (en general) en diferentes categorías de género, edad o peso.
La Federación Internacional de Sociedades de Remo es el organismo internacional que regula las competiciones de remo. Se distingue entre el remo olímpico, en el que se practican catorce modalidades —todas de banco móvil—, y el remo no olímpico, que dispone de más modalidades e incluye también el remo de banco fijo.

## Historia

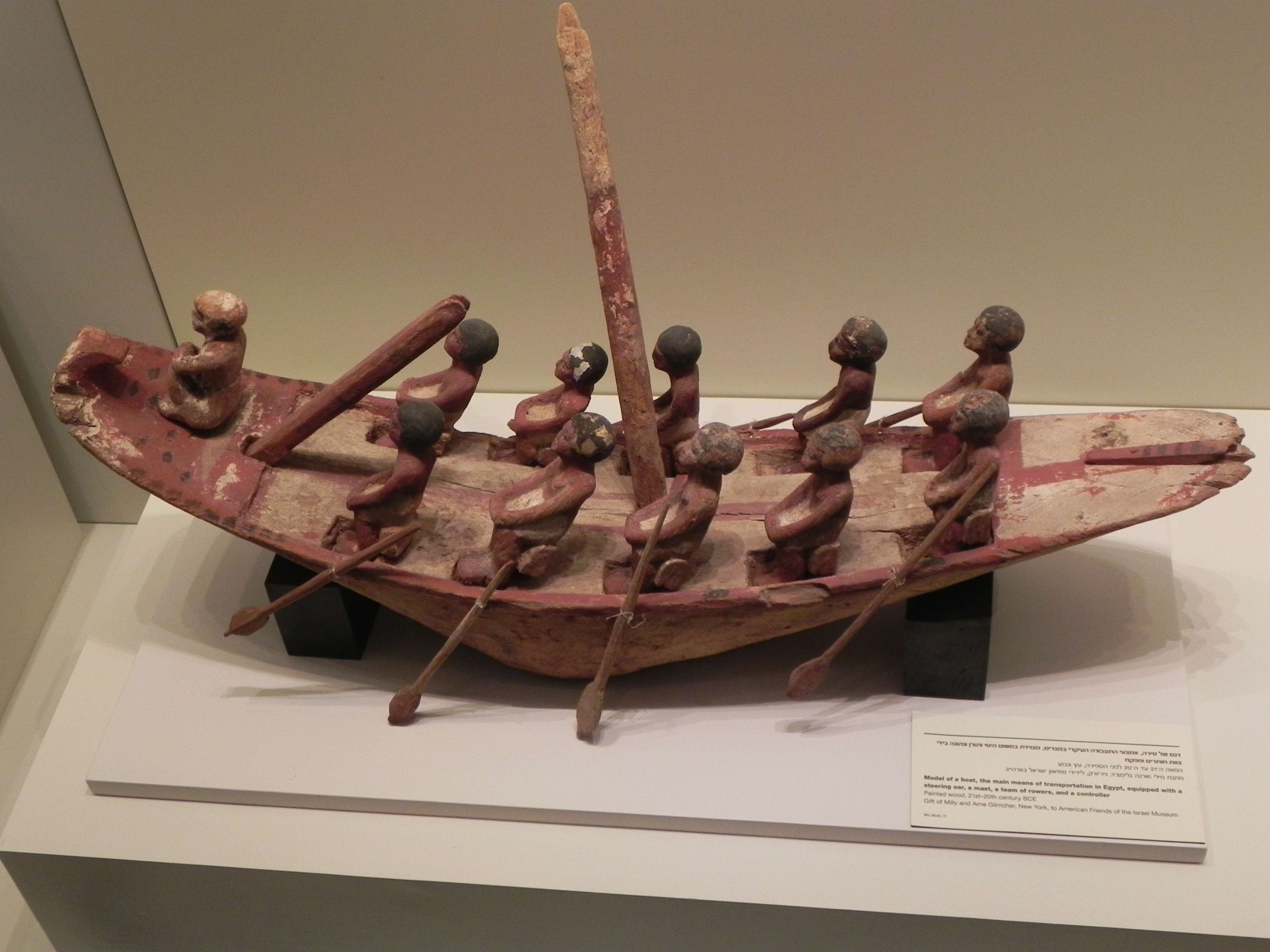
Maqueta egipcia de madera policromada representando una barca de transporte con remeros, aprox. 2100-2000 a. C.

El remo como modo de propulsión de embarcaciones tiene una tradición milenaria. Sin embargo, como deporte se desarrolló en Inglaterra en el siglo XVII. Fue deporte señorial y reservado a los caballeros que se extendió al resto de Europa y del mundo. En el siglo XIX se fundaron los primeros clubes fuera de Inglaterra. En España, Portugal y Argentina todavía existen clubes de remo fundados a mitad del siglo XIX.
Desde esa época hasta hoy, el remo ha experimentado un desarrollo acelerado, tanto en sus conceptos básicos tanto en su tecnología de construcción de embarcaciones y de remos, así como en la técnica de remar. La alta competición, igualmente, ha sido objeto de grandes adelantos en sus modos de entrenamiento. Hoy en día ha dejado de ser un deporte señorial y exclusivo. Las damas empezaron a participar hace más de cien años, pero hoy en día aún existen clubes de remo exclusivos para hombres, así como también exclusivos de mujeres.
El olimpismo conoce el remo como uno de sus deportes básicos casi desde su principio. Hoy en día el programa olímpico de remo cuenta con catorce modalidades, tanto de hombres como de mujeres, pesos pesados o ligeros, lo que resulta en 48 medallas de oro a título personal. Pero estas modalidades apenas son una parte de la gran variedad de competiciones de remo que existen, e incluyen modalidades que son exclusivas de algunos países. En España, el remo de banco fijo en la costa atlántica y cantábrica es de una popularidad inusual en este deporte. Una de las causas es su gran espectacularidad y la costumbre de apostar por el ganador de las regatas.

## Modalidades

### Banco móvil

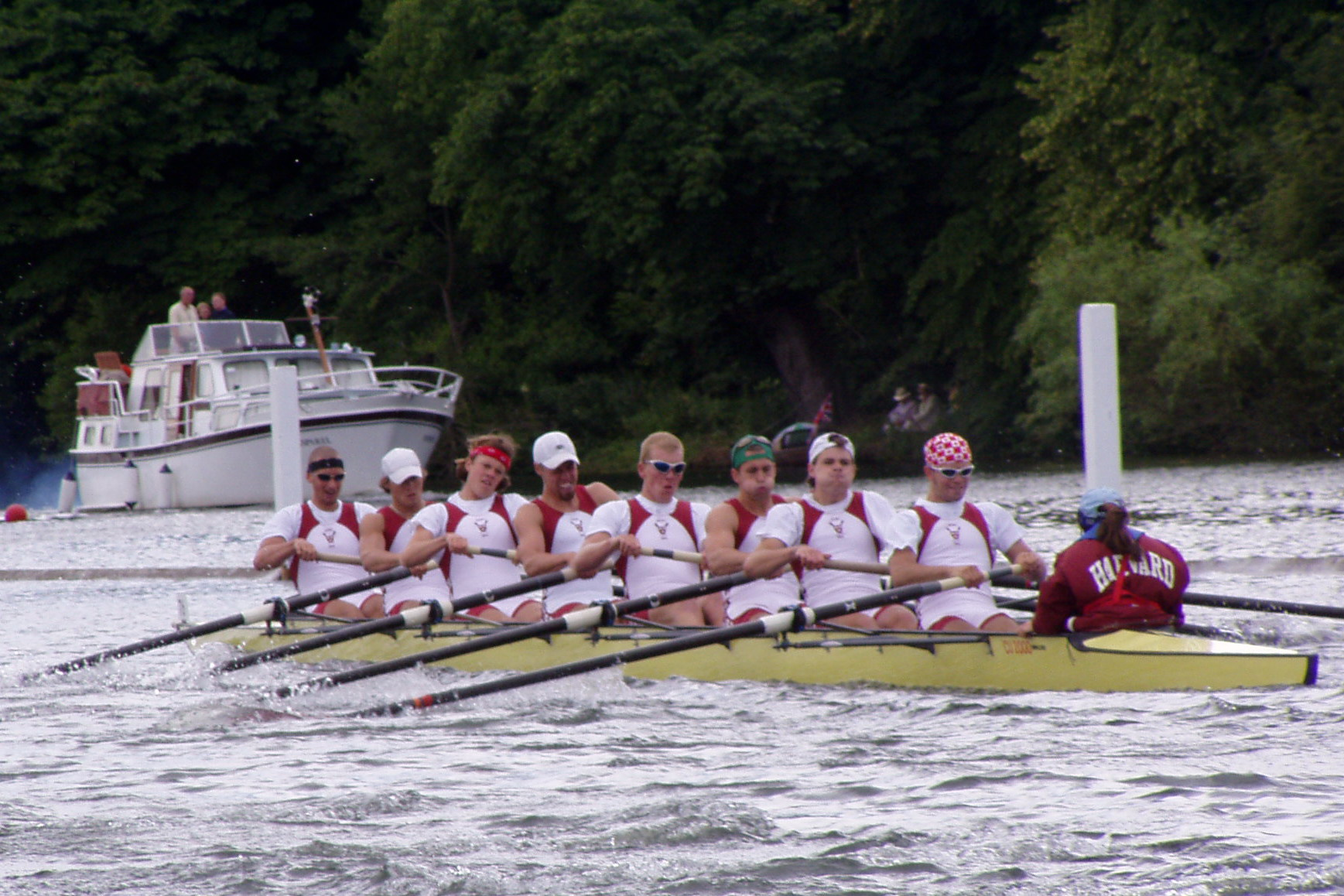
Universidad de Harvard en 2004

El remo de banco móvil, debido a la dinámica del barco, se practica principalmente sobre aguas tranquilas (ríos, canales, lagos, estanques, puertos, embalses), tanto para la competición como para el ocio. Las regatas se hacen sobre una distancia olímpica de 2000 m, con distancias menores para ciertas categorías y modalidades no olímpicas. También hay regatas de larga distancia y maratónicas. Se distingue entre pesos pesados y ligeros, así como tripulaciones masculinas y femeninas.
Las diferentes modalidades de remo se clasifican según la cantidad de tripulantes que reman en la embarcación, si se usan uno (punta) o dos remos (couple) y de si tienen timonel o no. De esta forma, las modalidades de remo de banco móvil son:
| Representación | Símbolo | Nombre                   | N.º de tripulantes remeros + (timonel) | Timonel | Modalidad | Longitud aproximada (m) | Peso mínimo (kg) |
| -------------- | ------- | ------------------------ | -------------------------------------- | ------- | --------- | ----------------------- | ---------------- |
|                | 1x      | Skiff o scull individual | 1                                      | No      | Couple    | 7.5-8.5                 | 14               |
|                | 2x      | Doble scull              | 2                                      | No      | Couple    | 9-10                    | 27               |
|                | 2-      | Dos sin timonel          | 2                                      | No      | Punta     | 9-10                    | 27               |
|                | 2+      | Dos con timonel          | 2 + 1                                  | Sí      | Punta     | ~10                     | 32               |
|                | 4x      | Cuatro scull             | 4                                      | No      | Couple    | 10.5-13                 | 52               |
|                | 4-      | Cuatro sin timonel       | 4                                      | No      | Punta     | 10.5-13                 | 50               |
|                | 4+      | Cuatro con timonel       | 4 + 1                                  | Sí      | Punta     | 12-13.5                 | 51               |
|                | 8+      | Ocho con timonel         | 8 + 1                                  | Sí      | Punta     | 16.8-17.6               | 96               |

#### Modalidades no olímpicas
Se habla de modalidades no olímpicas cuando nos referimos a aquellas no incluidas en el programa actual de los Juegos Olímpicos. Este programa en las últimas décadas ha estado sujeto a cambios y seguramente esto seguirá así.
En la actualidad hay catorce modalidades de outrigger de alta competición que compiten por medallas olímpicas, incluyendo aquellas de categorías masculinas y femeninas, así como aquellas limitadas al "peso ligero" de los remeros y remeras.
En los campeonatos mundiales hay una mayor variedad de modalidades, también sujetas a cambios. Así, se suelen eliminar aquellas que en los últimos eventos no acumularon un determinado número de tripulaciones participantes. Los mundiales igualmente vienen limitados a outrigger de alta competición.
Los constructores fabrican también outriggers con dimensiones casi idénticas a las de alta competición, pero que se dedican a la instrucción y al entrenamiento diario. Son los outrigger de entrenamiento. Son de materiales más robustos y por lo tanto más pesados.
En outrigger tipo yoleta también hay regatas en algunos países, sobre todo para el remo escolar y de renuevo, pero no hay mundiales ni, por supuesto, tampoco vienen incluidos en los Juegos Olímpicos.

#### Yoletascullcon o sin timonel

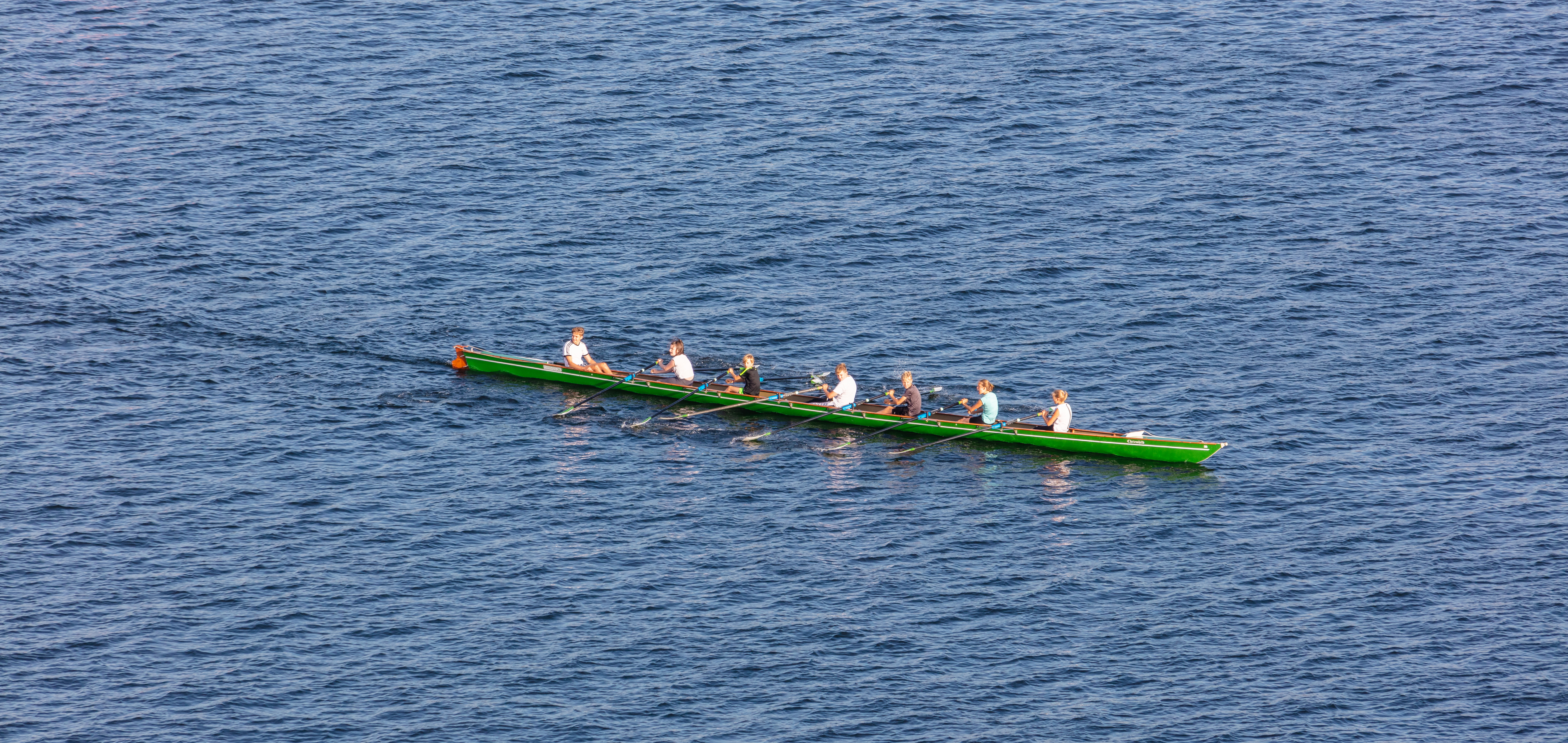
Scull recreativa de 6 con timonel en Kiel, Alemania

Modalidad utilizada en algunos países para la competición de renuevo sobre distancias normalmente de 1000 m, para regatas de ocio, y para el excursionismo internacional. En competición, las yoletas tienen un ancho homologado de 78 cm, mientras que los otros tipos de yoleta tienen anchos de hasta 1,10 m.
- Monoplaza (7 m)
- Doble (8 m)
- Triple (9 m)
- Cuádruple (10 m)
- Cinco (11 m)
- Seis con timonel (15 m)
- Ocho con timonel (17 m)

#### Yola (inrigger) de punta con timonel
Modalidad también de competición con campeonatos nacionales. En España y Gibraltar en regatas de Cuatro, con ciabogas cada 250 o 500 m, sobre las mismas distancias del remo de outrigger; en Portugal en las tres variantes, en línea recta sin ciabogas.
- Dos (8 m)
- Cuatro (11 m)
- Ocho (17 m)

### Banco fijo
Puede ser tanto amateur como profesional. Los remos se sujetan en la regala de la embarcación sobre toletes y la unión entre estos y los remos es una especie de anillo trenzado de cuerda natural o sintética, que se llama estrobo.

#### Traineras

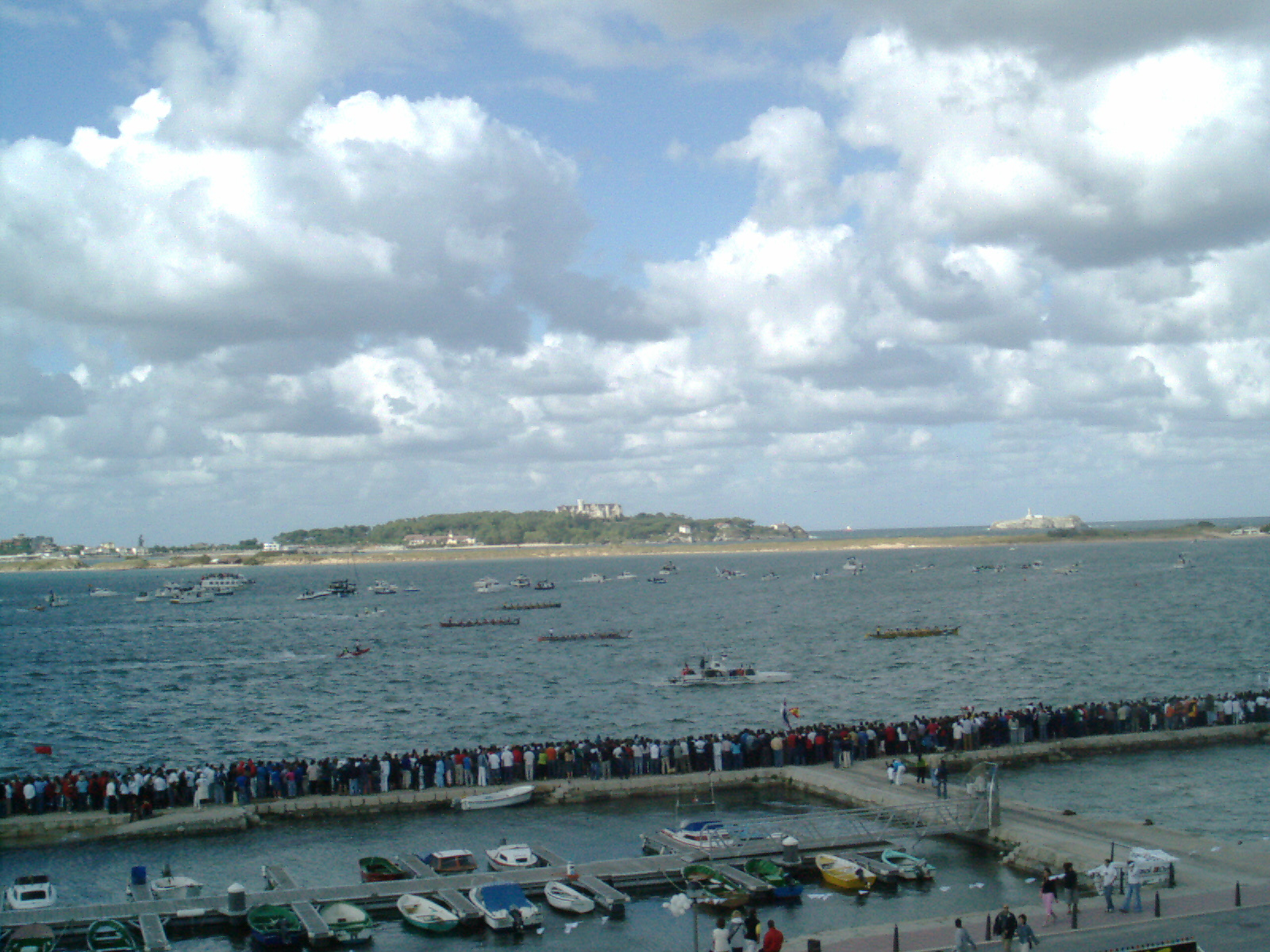
Regata de traineras en la bahía de Santander

Competiciones entre embarcaciones de 13 remeros y un patrón típicas del norte de España. Las regatas se hacen en aguas de mar con ciabogas. La gran mayoría sobre recorrido de cuatro largos y tres ciabogas a realizar, sobre una distancia total de 3 mn (5556 m). El decimotercer remero se sitúa en la proa (de ahí el nombre proel) y es el encargado de utilizar la pica, que no es más que un remo más corto que sirve, apoyado en el branque de la trainera para forzar el giro de esta en las ciabogas, y así dar la ciaboga más rápido.

#### Trainerillas

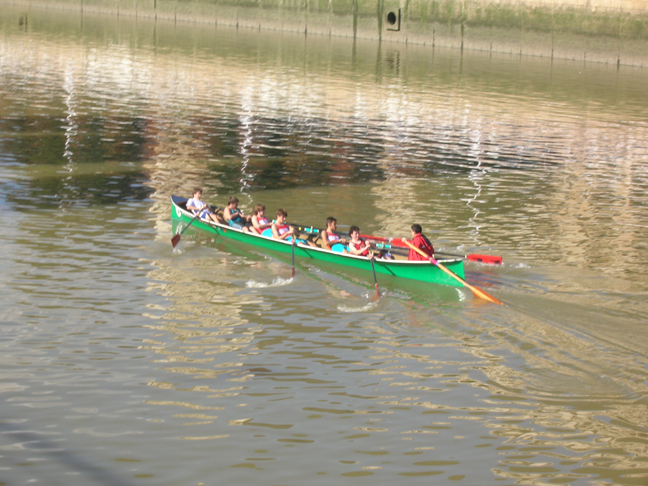
Trainerilla en la ría de Bilbao

Embarcaciones de seis remeros y un patrón. El proel lleva una pica, al igual que en la trainera, los remeros van uno detrás de otro. El peso mínimo del barco son 100 kg y la distancia de la regata es de 3500 metros. En estas regatas participan remeros de la categoría juvenil y sénior masculino y femenino.

#### Bateles
Embarcación de cuatro remeros y un patrón o timonel; el apelativo de timonel es realmente erróneo ya que estas embarcaciones no disponen de timón, sino que el patrón las gobierna con un remo con el que también ayuda a la boga y, sobre todo, en la ciaboga remando en sentido contrario. Los remeros manejan cada uno de un remo, al igual que el patrón. Se disponen uno detrás de otro; normalmente (aunque esto puede variar) cada remero rema por el costado contrario al del que tiene delante, remando el popa (remero más próximo al patrón) por babor o por estribor. Otra forma de distribución de los remeros es la llamada embarcación a a la italiana en la que el popa y el proa reman por babor y el popa de estribor (remero que va detrás del popa) y el tercer remero por estribor. Esta forma de estructurar el batel es usada normalmente cuando se utiliza una pica de proa aunque no es usual llevarla. Es una embarcación de aproximadamente siete metros de longitud. Su peso para regatas oficiales, a nivel de competición oficial es obligatorio un mínimo de 70 kg.
Las regatas se componen de varios largos según la categoría que compita (promesas dos largos, infantiles dos largos, cadetes tres largos, juveniles cuatro largos y sénior o absoluto cuatro largos). Cada largo son 500 metros, y entre largo y largo se realiza una virada en boya de 180° también llamada ciaboga. Las tandas oficiales son de cinco botes, es decir, compiten cinco embarcaciones a la vez. Para cada bote se asigna una calle o boya siendo la calle 1 la boya más cercana a tierra y la calle 5 la boya más lejana a tierra. Cada calle tiene dos boyas; la de tierra, que sería la boya de llegada y de salida, y la de "fuera", cada una con una bandera. Las cinco calles tienen asignado por el Reglamento de Banco Fijo un color de bandera, teniendo la calle 1 color blanco, la calle 2 color rojo, la calle 3 color verde, la calle 4 color amarillo y la calle 5 color negro.
El batel está reglamentado por la Federación Española de Remo desde el año 1944, en que se celebró en el Estanque Grande del Retiro de Madrid el primer Campeonato Nacional, siendo el club con mejor historial en la categoría absoluta de esta especialidad el Club de Mar de Castropol que ha conseguido seis títulos y siete subtítulos, seguido por el Club Deportivo Iberia, que ha conseguido seis títulos y seis subtítulos.

#### Faluchos

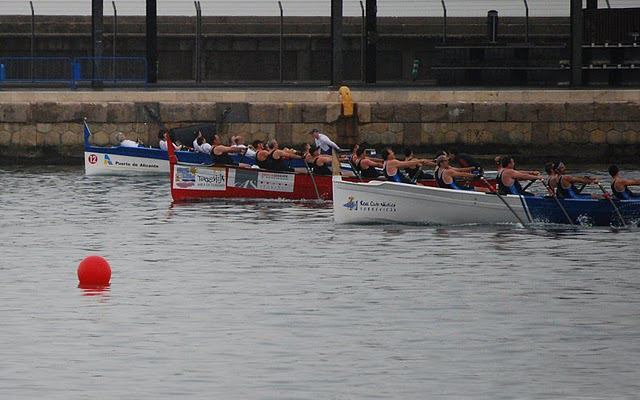
Regata de faluchos en el Puerto de Alicante

El falucho es una embarcación que se utiliza para la práctica deportiva en las regiones del levante español. Pertenece a la modalidad de banco fijo. La tripulación se compone de ocho remeros y un timonel. Su peso ronda los 370 kg, y los remeros se sitúan sobre un asiento variable en posición, y con las piernas apoyadas en una barra que suele ser fija. También, en algunas embarcaciones se hace uso de pedalinas móviles como en el llaut del mediterráneo.
La liga del mediterráneo de remo comienza con este tipo de embarcación, siendo esta la que es utilizada en las regatas de fondo y medio-fondo durante la primera mitad de la liga. Esta embarcación destaca entre otras cosas sobre todo su estabilidad, y soporta duras regatas aunque exista oleaje. Las regatas son disputadas en lugares tales como Gandía, Denia, Altea, Oliva, Calpe, Campello. Las salidas de este tipo de regatas pueden ser por clasificación por eliminatorias o por tiempos.

#### Llaüt
En esta embarcación se realizan competiciones entre embarcaciones de ocho remeros, típicas de Cataluña, Comunidad Valenciana y Andalucía. Aunque en Andalucía se haya incorporado hace poco, ya que son tradicionales de la zona valenciana. Es muy parecido al falucho en forma, pero es mucho más ligero, pesando alrededor de 150 kg. y siendo la distancia hasta el agua menor en altura. En esta embarcación se tumba y se ataca más, ya que en esta es primordial la técnica a la fuerza final de los brazos y piernas que tanto caracteriza al falucho.
También se observa una mayor cadencia en la palada, pudiendo ser esta de hasta 32-34 paladas por minuto en regata. Al ser una embarcación más ligera, coge más velocidad y la pasada en el agua es más rápida, pudiendo seguir estos ritmos en regata. Son embarcaciones más sensibles a los fallos de los remeros, pudiendo perder la estabilidad de la embarcación por el fallo de algún remero. Actualmente, en la Comunidad Valenciana, esta embarcación se utiliza en la segunda parte de su liga autonómica, siendo estas regatas de corta distancia, en las cuales esta embarcación se desenvuelve bien.
Acerca de la posición de los remeros, estos van sentados sobre barras variables en posición, con un ligero acolchado sobre el que se apoya sobre la "rabadilla"; respecto a las piernas, estas van apoyadas sobre pedalinas que son regulables en distancia. Esto sirve no solo para adaptarse a la talla del remero, sino para conseguir el ángulo óptimo para la palada perfecta.

#### Jábega

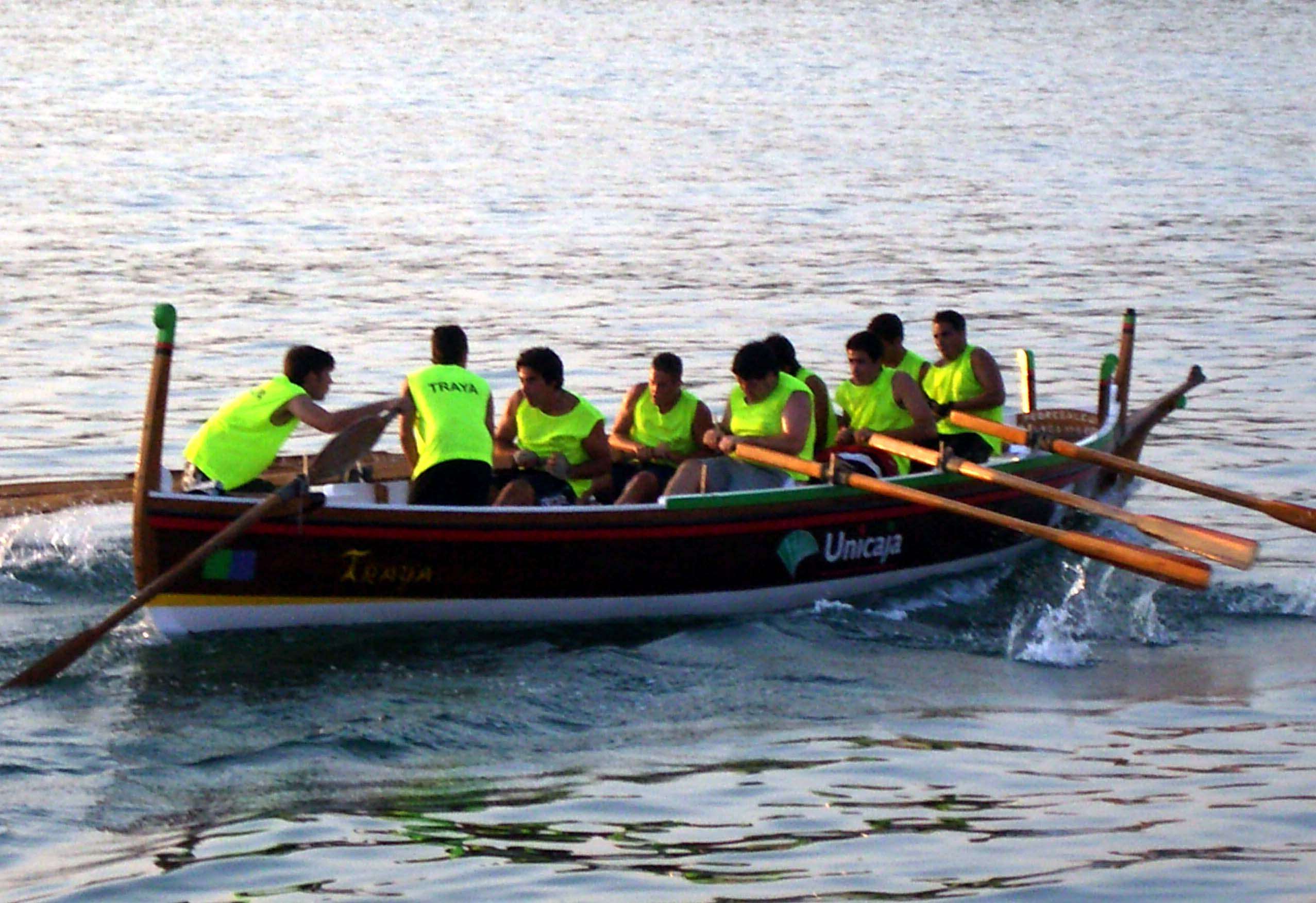
Regata de jábegas en el Puerto de Málaga

Embarcación típica marinera del litoral malagueño y provincias limítrofes, dedicada en otros tiempos a calar el arte de jábega. De pantoque curvo, sin cubierta ni forro, popa a la pescadora, construida de madera y propulsada en un número impar de siete hasta quince remos, con bancos y escalamos fijos, con inclusión de carenas laterales para varar en la playa. Se gobierna mediante remo a popa o "espailla" situado en la banda de estribor o "corulla". El saber popular le atribuye orígenes fenicios o griegos, motivado tal vez por sus singulares líneas y rasgos estructurales que la caracteriza: roda y codaste alto, espolón estilizado, singulares cornamusas de proa "maniquetas, y el característico ojo en las amuras. Actualmente solo existen de siete remos, con eslora de 8 a 9 m, manga de 2 a 2.20 m, puntal 0.45 a 0.5 m y peso entre 480 y 1150 kg. 
Ya desde el siglo XIX hay buena constancia de regatas en el puerto de Málaga, que han durado hasta la fecha. Igualmente son muy conocidas las regatas estivales de los barrios y pueblos de la bahía de Málaga: El Palo, Pedregalejo, San Andrés, La Cala del Moral, Rincón de la Victoria y Carihuela. Igualmente, suele ser la embarcación que embarca a la Virgen del Carmen cada 16 de julio para sacarla en procesión por el mar. Actualmente existen varios clubes de bogadores de jábega en la provincia y una Asociación del Remo Tradicional (ART), encargada de coordinar las distintas regatas de esta modalidad.

### Remoindoor(remo bajo techo)

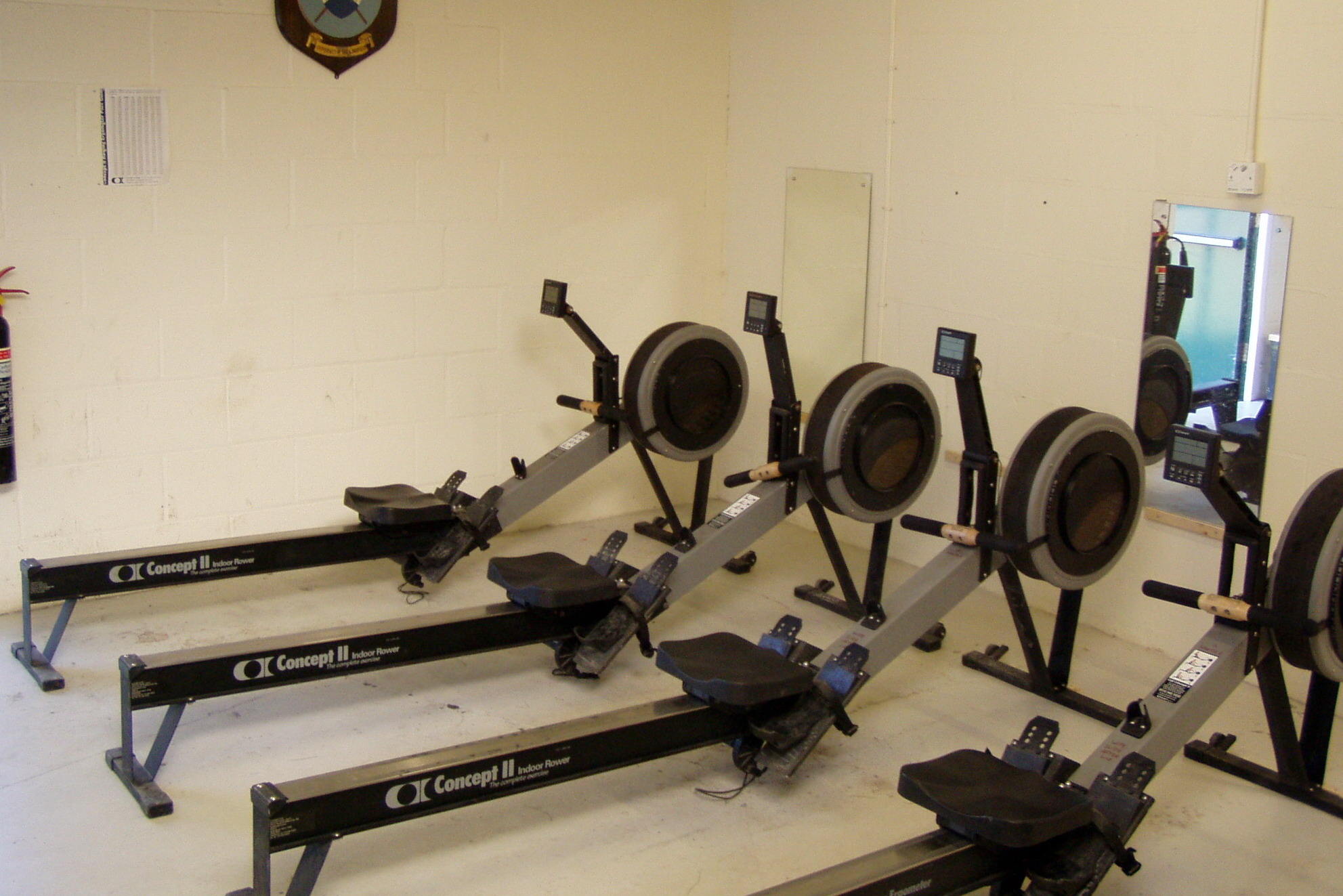
Ergómetros Concept 2

El ergómetro es una máquina que simula la acción del remo creando de esta manera un entrenamiento en tierra además de ser utilizado como máquina para mantener la forma. No puede simular ciertos aspectos de la técnica de los barcos como puede ser la resistencia exacta del agua, los balances debidos al oleaje o los movimientos de las manos en el remo, pero sí ayuda a entrenar los movimientos y posiciones básicas del remo. Es de gran ayuda en la temporada de invierno cuando no son muy frecuentes los entrenamientos en el agua.
Actualmente el remo indoor tiene competiciones como el Campeonato del Mundo de Sprints CRASH-B de Boston.